# Macheren
Macheren település Franciaországban, Moselle megyében. Lakosainak száma 2827 fő (2022. január 1.). Macheren Biding, Guenviller, Hombourg-Haut, Lachambre, Saint-Avold és Valmont községekkel határos.

## Népesség
A település népességének változása:
| Lakosok száma | 1842 | 2063 | 2786 | 2946 | 2885 | 2815 | 2767 | 2753 | 2778 | 2827 |
|               | 1968 | 1982 | 1990 | 2006 | 2013 | 2015 | 2017 | 2019 | 2020 | 2022 |